# Wolfgang Berner
Wolfgang Berner (* 31. August 1944 in Wien) ist ein österreichischer Psychiater, Psychoanalytiker und emeritierter Hochschullehrer.
Berner war von 1995 bis April 2010 Professor und Direktor des Instituts für Sexualforschung und Forensische Psychiatrie des Universitätsklinikums Hamburg-Eppendorf (UKE). Davor war der Psychiater therapeutischer Leiter einer Justiz-Sonderanstalt für Sexualstraftäter in Wien. Die Schwerpunkte seiner Arbeit sind das Gebiet der Sexualdelinquenz und der Pädophilie sowie die Gruppentherapie von pädosexuellen Männern. Berner ist zudem Gerichtsgutachter für Sexualstraftäter.
Von 1984 bis 1993 war Berner Vorsitzender der Wiener Psychoanalytischen Vereinigung, 1993 hielt er die traditionelle Sigmund-Freud-Vorlesung.
Berner ist verheiratet und hat drei Kinder. Sein Zwillingsbruder ist der Filmregisseur Dieter Berner.

## Publikationen (Auswahl)
- Perversion (2011)
- (Mitarbeit) Psychodynamische Psychotherapie bei Delinquenz: Praxis der übertragungsfokussierten Psychotherapie (2008)
- (Mithrsg.) Sexualstraftäter behandeln: mit Psychotherapie und Medikamenten (2007)
- (Mithrsg.) „The benefits of sexual offender therapy“ (2006)
- (Mithrsg.) Behandlungsleitlinie Störungen der sexuellen Präferenz: Diagnose, Therapie und Prognose (2007)
- (Mitarbeit) Sexualität – zwischen Phantasie und Realität (1997)
- (Mitarbeit) Leitfaden der Psychiatrie
- (mit Edda Karlick-Bolten) Verlaufsformen der Sexualkriminalität (Stuttgart 1986)